# IPadOS 15
iPadOS 15 est la troisième version majeure du système d'exploitation mobile iPadOS développé par Apple pour sa gamme de Tablette tactile iPad. Elle a été annoncée lors de la Conférence mondiale des développeurs de 2021 (WWDC) de la société en tant que successeur d’iPadOS 14.

## Mises à jour
La bêta pour les développeurs d'iPadOS 15 a été rendue disponible le 7 juin 2021 et la bêta publique a été rendue disponible le 30 juin 2021[réf. nécessaire]

## Fonctionnalités

### SharePlay
iPadOS 15 introduit SharePlay,, une nouvelle fonctionnalité qui permet notamment aux utilisateurs Apple d'écouter de la musique à plusieurs grâce à Apple Music, de regarder une série ou un film entre amis et à distance via Apple TV+ ou encore de partager leur écran pour profiter d'une seule et même et application. 
SharePlay est disponible depuis la seconde bêta développeur sur iPhone, iPad et Mac. Il est possible pour chaque utilisateur connecté sur une même session de contrôler l'écran en mettant par exemple pause ou play lors du visionnage d'un film ou pour passer une musique.

### Messages
iMessage permet désormais de partager des photos en « piles ». Lors de la réception de plusieurs photos simultanées, elles apparaissent de façon groupées et il est ainsi possible de les faire glisser et de les parcourir en les affichant dans l'application Photos. Celles-ci seront alors stockées grâce à une  nouvelle fonctionnalité appelée « Partagé avec vous ». Cette fonctionnalité permet de voir le contenu partagé dans iMessage dans leurs applications natives pour une navigation ultérieure. Si un article Apple News ou une liste de lecture sont partagés, l'application permet de les voir à la prochaine ouverture dans les onglets « Partagés avec vous » d'Apple Music et Actualités. De plus, la mise à jour ajoute de nouvelles « tenues » pour les Memoji,.

### FaceTime
iPadOS 15 ajoute une vue en grille et un mode portrait à FaceTime. Apple a également facilité l'adhésion à FaceTime, avec des liens et des événements de calendrier. De fait, il est désormais possible d'utiliser FaceTime via un smartphone Android ou un ordinateur équipé de Windows grâce à son navigateur. Pour ce faire, il suffit de disposer d'un lien de connexion que seul un utilisateur Apple peut générer. L'utilisateur Android ou Windows est alors redirigé vers une page internet de son navigateur avec la possibilité de rejoindre la conversation en rentrant son nom lors de la connexion. Il n'a cependant accès qu'aux fonctionnalités de base de FaceTime; les nouvelles fonctionnalités d'iPadOS 15, telles que le Spatial Audio ou flouter l'arrière-plan ne sont accessibles qu'aux utilisateurs Apple.

### Concentration
La nouvelle mise à jour iOS permet de se concentrer avec le mode Concentration. Une fois activé, les notifications sont filtrées selon des catégories telles que « personnel », « travail » et « sommeil ». Apple affirme également que Focus est intelligent et demande si l'utilisateur souhaite activer un mode d'entraînement une fois arrivé dans une salle de sport.

### Safari
Safari a été entièrement repensé avec de nouveaux onglets, de nouvelles extensions et une nouvelle page de démarrage. À l'image de Safari sur MacOS Big Sur, la page d'accueil d'iOS 15 propose à son tour d'y retrouver non seulement les favoris, mais aussi les signets, les sites fréquemment visités, les suggestions Siri, les onglets iCloud, le rapport de confidentialité et la liste de lecture. Toujours à l'image de MacOS, il y a désormais la possibilité de modifier quels éléments de la liste ci-dessus apparaîtra, ainsi que de modifier l'arrière-plan ou de synchroniser la page d'accueil dans iCloud pour avoir la même sur tous ses appareils. 
La barre d'onglet est désormais flottante et contient de nouvelles fonctionnalités. Toujours située en bas de l'écran, Apple souhaite «rendre les commandes plus accessibles à une seule main». Il est cependant possible de la faire glisser vers le bas afin que celle-ci n'obstrue pas la visibilité d'une page web. De plus, les onglets sont désormais organisés grâce des aperçus de miniatures dans une grille qui défile à la verticale. Aussi, rester appuyer sur un onglet donne accès à la possibilité de le déplacer, de fermer les autres onglets ou encore de les réorganiser par titres.
Autre nouveauté que permet iOS 15 : masquer son adresse IP. Il est désormais possible depuis Réglages > Safari de limiter les traqueurs web et ainsi de ne pas dévoiler son IP.

### Texte en direct
iPadOS 15 dévoile Texte en direct, une fonctionnalité qui permet de lire le texte d'une photo prise à partir d'un iPad. Cette technologie analyse l'information présente sur une photo afin d'en décrypter le contenu. Concrètement, en prenant une photo d'un texte rédigé manuscritement, l'appareil récupère le texte et le transforme en texte numérique. 
De plus, il est aussi possible de pointer l'iPhone vers un numéro de téléphone ou une adresse pour obtenir et joindre immédiatement le numéro ou obtenir un itinéraire. Texte en direct s'étend aussi au QR codes ou aux adresses mail, en photographiant une carte de visite contenant une adresse mail Siri proposera automatiquement cette même adresse lors de la prochaine rédaction d'un e-mail. 
Par ailleurs, il est possible de copier/coller du texte depuis une photo, le partager, faire une recherche dans le dictionnaire ou obtenir une traduction s'il est dans une langue autre que le français. Aussi, en faisant une recherche Spotlight il est possible d'être redirigé vers les photos contenant le mot-clé ou le texte. 
À noter que Texte en direct n'est disponible que sur les iPhone ou iPad dotés d'une puce A12 Bionic ou ultérieure. Les iPhone sortis avant l'iPhone XS et XS Max et les iPad sortis avant l'iPad Air 3, l'iPad mini 5 et l'iPad 8 ne sont pas compatibles,.

### Notifications
iPadOS 15 s'accompagne d'un nouveau système de notifications. Les bulles de notifications ont eu droit à un nouveau design. La photo ou le Memoji des contacts s'affichent désormais à gauche de la notification, prenant la place de l'icône de l'application. L'idée d'Apple est de faire en sorte que les utilisateurs soient moins gênés par les notifications intempestives. De fait, grâce au mode Focus l'iPad fait, chaque matin par exemple, un bref résumé de toutes les notifications qu'il juge importantes et se dispense des alertes les plus futiles, plaçant les plus intéressantes vers le haut. Aussi, le mode Ne Pas Déranger affiche chez les contacts cherchant à joindre un correspondant un message indiquant que l'utilisateur ne souhaite pas être dérangé. 

### Siri
Siri peut maintenant répondre ou exécuter certaines requêtes en étant hors ligne sur des appareils plus récents. 

### iCloud+
iCloud+ conserve toutes ses fonctionnalités de base telles que le stockage des photos, les sauvegardes ou le trousseau et se targue à présent de trois nouvelles fonctionnalités majeures: 
- Private Relay : en vue de protéger au mieux la vie privée de ses utilisateurs, Apple ajoute un VPN. Il passe exclusivement par les serveurs Apple afin de sécuriser les connexions utilisateurs. Private Relay est inclus d'office dans Safari.
- Hide My Email : les utilisateurs ont maintenant la possibilité de créer une adresse mail unique et temporaire. Il est possible de créer autant d'adresses mail que l'utilisateur le souhaite et de les supprimer au moment voulu.
- HomeKit Secure Video : le système de vidéo sécurisée HomeKit permet de stocker un nombre illimité de caméras sans imputer le stockage iCloud.

iCloud+ inclus d'autres fonctionnalités telles que l'envoi d'un message à sa famille ou ses amis lorsque l'appareil est perdu ou volé, ou la possibilité de désigner des contacts comme héritiers du compte iCloud en cas de décès.
À noter que ces nouveautés iCloud+ n'engendrent aucuns frais supplémentaires.

## Périphériques compatibles
Tous les appareils qui prennent en charge iPadOS 13 et iPadOS 14 prendront également en charge iPadOS 15. Certains appareils ne sont pas compatibles avec certaines fonctionnalités.
Voici la liste des appareils compatibles :
- iPad Air 2
- iPad Air (3egénération)
- iPad Air (4egénération)
- iPad Air (5e génération)
- iPad (5e génération)
- iPad (6e génération)
- iPad (7e génération)
- iPad (8e génération)
- iPad Mini (4e génération)
- iPad Mini (5e génération)
- iPad Mini (6e génération)
- iPad Pro (tous les modèles)